# Marcia Baron
Marcia Baron est une philosophe américaine, professeur de philosophie à l'université de l'Indiana à Bloomington,. Ses principaux centres d'intérêt de recherche portent sur la philosophie morale, la psychologie morale et les questions philosophiques relatives au droit pénal. Marcia Baron est éditrice associée de la revue Inquiry (en), membre du comité éditorial de The International Encyclopedia of Ethics, éditrice de la série For New Directions in Ethics et membre du comité de rédaction de la North American Kant Studies in Philosophy.

## Formation et carrière
Marcia Baron obtient sa licence au Oberlin College en 1976 puis son master et son doctorat à l'université de Caroline du Nord en 1978 et en 1982 respectivement. Après l'obtention de son doctorat, Marcia Baron est nommée professeure assistante à l'Institut polytechnique et Université d'État de Virginie et professeure invitée adjointe à l'université de l'Illinois à Urbana-Champaign. Elle est nommée à l' UIUC en 1983, est promue professeur associé en 1989 puis professeure à plein temps en 1996. En 2001, elle est attachée à l'université de l'Indiana à Bloomington comme professeur puis est nommée professeur Rudy en 2004. En 2012 elle devient professeure à l'université de St Andrews tout en enseignant à l'université de l'Indiana. Marcia Baron a été professeure invitée par l'Université d'État de l'Illinois, l'université Stanford, l'université du Michigan, l'université de Chicago, l'université de Melbourne, l'université d'Auckland et Dartmouth College.

## Champs de recherche
Les travaux de Marcia Baron sont consacrés à la philosophie morale, la psychologie morale, les questions philosophiques relatives au droit pénal, à l'impartialité en morale ainsi qu'à Emmanuel Kant (auquel elle a consacré deux ouvrages) et David Hume. Baron a beaucoup écrit sur des sujets tels que les conflits apparents entre les différents types de relations interpersonnelles, la manipulation, les justifications et les excuses, la signification morale des apparences ainsi que sur l'éthique de Kant et Hume. Elle a également écrit sur une grande variété de sujets liés à des questions philosophiques du droit pénal, y compris plusieurs articles sur les défenses potentielles contre les crimes de sang, les questions entourant le mens rea (y compris la question de savoir si oui ou non le mens rea peut être satisfait par la négligence,) et les normes de contrôle et le caractère raisonnable auxquels chacun devrait être tenu (cf. la personne raisonnable).

## Publications
Marcia Baron est l'auteur de plusieurs ouvrages dont Three Methods of Ethics: A Debate en 1997 et Kantian Ethics Almost without Apology en 1995. Dans On dmirable immorality, focuses on the reasonable belief requirement as it pertains to self-defense,. Elle a également publié une cinquantaine d'articles, une monographie, cinq articles d'encyclopédie, et de très nombreuses critiques de livres. Dans Three Methods of Ethics, Baron présente une défense limitée de Kant, en essayant de démontrer que la position kantienne est supérieure à celle épousé par les tenants de l'éthique de la vertu. Dans Kantian Ethics, Baron donne une défense limitée de l'éthique kantienne destinée à un public plus large que ceux qui sont déjà kantiens. Kantian Ethics tente de répondre directement à deux problèmes largement reconnus dans les positions de Kant : d'abord l'idée que l'éthique de Kant ne laissent aucune place pour des actions surérogatoires et, deuxièmement, que Kant met trop l'accent sur l'idée du devoir. Henry Richardson estime que le livre réussit sur ces deux plans, tout en soulignant la différence entre une défense réussie d'une proposition et la valeur de vérité réelle de cette proposition.